# Orde van Vrijmetselaren onder het Hoofdkapittel der Hoge Graden in Nederland

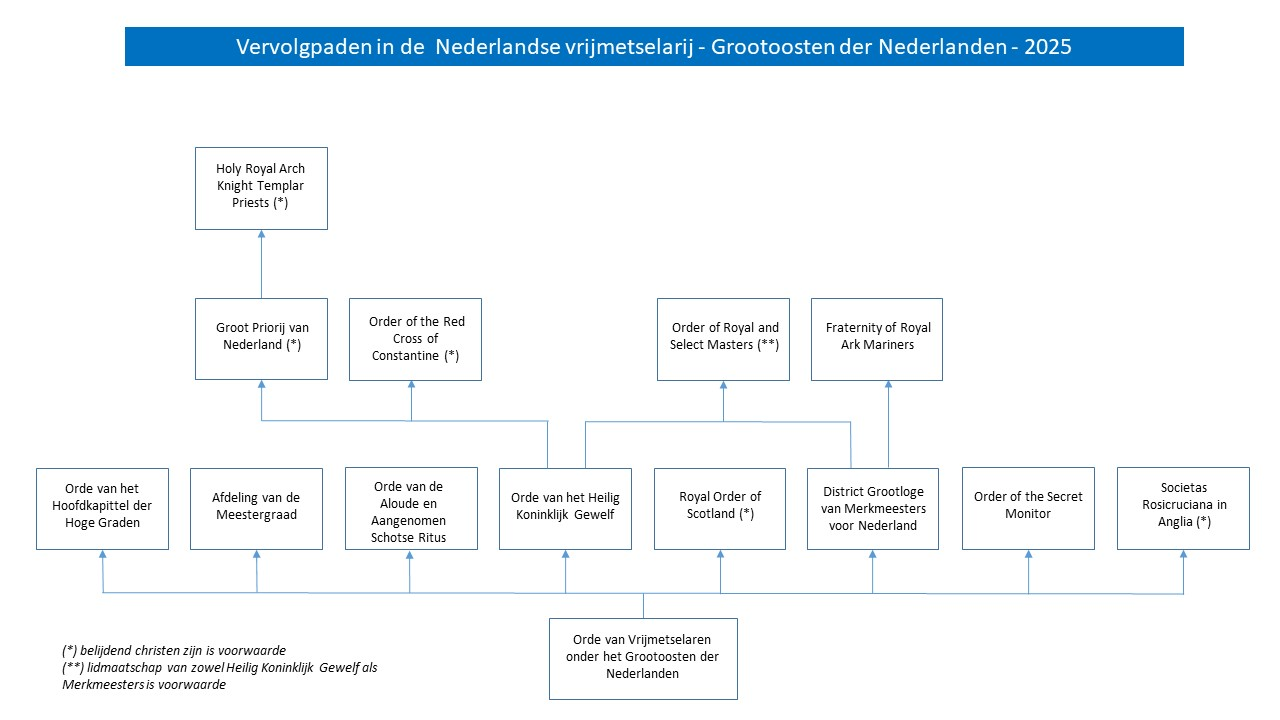
Vervolgpaden Grootoosten der Nederlanden

De Orde van Vrijmetselaren onder het Hoofdkapittel der Hoge Graden in Nederland (kortweg: de Orde der Hoge Graden) is een Nederlandse obediëntie, oftewel een koepel van vrijmetselaarsloges, die is opgericht in 1803 en werkt in de hogere graden van de Moderne of Franse Ritus. De loges worden binnen de Orde aangeduid als kapittels. Het lidmaatschap van een kapittel is het oudste vervolgpad voor vrijmetselaren in Nederland vanuit de symbolieke – of 'blauwe' – loges van de Orde van Vrijmetselaren onder het Grootoosten der Nederlanden, waar de basisgraden van leerling, gezel en meester worden verleend.
De Franse Ritus is daadwerkelijk afkomstig uit Frankrijk, maar heeft ook wortels in Engeland en Schotland. De ritus bestaat uit zeven graden, de eerste drie hiervan worden in Nederland verleend als basisgraad in een symbolieke loge. De hogere graden binnen de ritus zijn vervolgens:
- de 4e graad: Élu, Uitverkoren meester
- de 5e graad: Écossais, Schots meester of Ridder van St. Andries
- de 6e graad: Chevalier d'Orient, Ridder van het Oosten of Ridder van de Degen
- de 7e graad: Soeverein Prins van het Rozenkruis

Sinds 1854 wordt binnen de Orde der Hoge Graden alleen nog in de zevende graad gewerkt, de andere drie graden zijn buiten gebruik gesteld. De zevende graad wordt ook wel 'Liefdesgraad' genoemd; binnen de Orde is het leidende begrip dat van de allesomvattende Liefde; de Liefde van mens tot mens en de ervaring van de eenheid van alles wat ons omringt. Het christelijke karakter van de oorspronkelijke ritus werd vanaf het begin van de twintigste eeuw sterk terug gebracht.
Leden van een kapittel zijn automatisch ook lid van de Orde. Om lid te kunnen worden van een kapittel moet men minstens één jaar meester vrijmetselaar zijn. De Orde der Hoge Graden was lange tijd een typisch Nederlands vervolgpad, maar in Frankrijk is het gebruik van de hogere graden van de Franse Ritus vanaf de jaren '60 van de twintigste eeuw ook weer opgebloeid. Onder auspiciën van het Grand Orient de France wordt er in kapittels gewerkt in de Ordres de Sagesse (Graden van Wijsheid). Van hieruit zijn kapittels ontstaan in onder meer Spanje, Italie, Portugal en Brazilië.

## Structuur
De kapittels zijn verenigd onder het Hoofdkapittel, van waaruit de Orde der Hoge Graden bestuurd wordt door het Opperbestuur. Het Opperbestuur wordt – in afspiegeling van de structuur van een kapittel – voorgezeten door de Grootmeester, welke wordt bijgestaan door onder meer een Grootkanselier (secretaris) en een Grootthesaurier (penningmeester), de zogeten grootofficieren. In Suriname, op Curaçao en op Aruba zijn Gedeputeerd Grootmeesters aangesteld.
Een kapittel wordt voorgezeten door een Voorzittend Meester, welke wordt bijgestaan door een kanselier (secretaris), thesaurier (penningmeester) en een aantal meer ceremoniële functionarissen, ook wel officieren genaamd.

## Kapittels

### Actieve kapittels

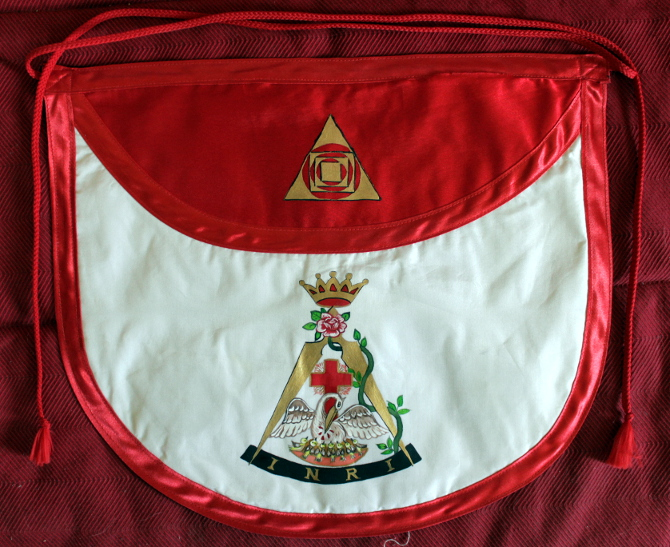
Schootsvel Franse Ritus

Anno 2024 zijn er vijfendertig kapittels actief binnen de Orde, waarvan eenendertig in Nederland, twee in Suriname, een op Aruba en een op Curaçao.
| Nr        | Naam                        | Datum van constitutie/oprichting    | Zetel      |
| --------- | --------------------------- | ----------------------------------- | ---------- |
| Nederland |                             |                                     |            |
| 1         | La Bien Aimee (*)           | 26-12-1755                          | Amsterdam  |
| 2         | L'Union Royale (*)          | 04-02-1779, waarschijnlijk ouder    | Den Haag   |
| 3         | Concordia Vincit Animos (*) | 14-04-1755                          | Amsterdam  |
| 4         | De Gelderse Broederschap    | 31-05-1789. Heropgericht 05-06-1841 | Arnhem     |
| 5         | Willem Frederik             | 04-04-1833                          | Amsterdam  |
| 6         | Ultrajectina                | 23-05-1833                          | Utrecht    |
| 7         | La Flamboyante              | 10-06-1854                          | Dordrecht  |
| 8         | Le Profond Silence (*)      | 20-07-1777. Heropgericht 19-06-1865 | Deventer   |
| 10        | L'Union Provinciale (*)     | 20-07-1777                          | Groningen  |
| 11        | Vicit Vim Virtus            | 03-06-1805. Heropgericht 10-03-1924 | Haarlem    |
| 12        | Gooi en Eemland             | 21-06-1924                          | Hilversum  |
| 14        | De Delta                    | 09-06-1928                          | Leiden     |
| 16        | De Eendracht (*)            | 09-04-1785. Heropgericht 13-10-1953 | Rotterdam  |
| 17        | Concordia                   | 12-06-1954                          | Breda      |
| 18        | De Rode Roos                | 20-09-1958                          | Den Haag   |
| 19        | Silentio et Fide            | 19-10-1958                          | Den Haag   |
| 20        | De Phoenix                  | 30-09-1961                          | Utrecht    |
| 21        | Agapè                       | 16-12-1961                          | Bussum     |
| 22        | La Charité (*)              | 1755. Heropgericht 22-09-1962       | Amsterdam  |
| 23        | De Pelikaan                 | 25-01-1964                          | Apeldoorn  |
| 24        | Erasmus                     | 31-10-1964                          | Rotterdam  |
| 25        | Fides Frisia                | 06-11-1965                          | Leeuwarden |
| 26        | De Markerroos               | 17-12-1966                          | Enschede   |
| 27        | Rosa Rubra                  | 12-09-1970                          | Bilthoven  |
| 28        | D’Eglantier                 | 11-09-1971                          | Maastricht |
| 29        | Via Lucis                   | 12-10-1974                          | Rotterdam  |
| 30        | Het Lichtend Kruis          | 29-11-1975                          | Alkmaar    |
| 32        | Het Zuiderkruis             | 14-02-1979                          | Terneuzen  |
| 33        | De Eenhoorn                 | 29-03-1980                          | Eindhoven  |
| 35        | De Gelderse Roos            | 04-11-1989                          | Wageningen |
| 36        | Het Rozekruis               | 03-11-2012                          | Kampen     |
| Curaçao   |                             |                                     |            |
| B1        | De Vergenoeging             | 13-02-1869                          | Willemstad |
| Aruba     |                             |                                     |            |
| B2        | El Sol Naciente             | 18-01-1959                          | Oranjestad |
| Suriname  |                             |                                     |            |
| B3        | Concordia Creat Felicitatem | 28-10-1967                          | Paramaribo |
| B4        | Faja Lobi                   | 03-11-1975                          | Paramaribo |

(*) 'kapittel fondateur', ondertekenaar van de akte van oprichting van het Hoofdkapittel der Hoge Graden op 15 oktober 1803.

### Inactieve kapittels
Enkele kapittels zijn in de loop van de tijd opgeheven.
| Nr | Naam           | Datum van constitutie/oprichting | Zetel    |
| -- | -------------- | -------------------------------- | -------- |
| 9  | De Vriendschap | 1921                             | Den Haag |
| 13 | Noord-Holland  | 1925                             | Zaandam  |
| 15 | Silentium      | 1813. Heropgericht 1930          | Delft    |
| 31 | Kennemerroos   | 1976                             | Haarlem  |

## Geschiedenis van de Hoge Graden

### De achttiende eeuw
Nadat in 1734 in de Republiek der Zeven Verenigde Nederlanden de eerste vrijmetselaarsloge in Nederland werd opgericht, werd al vrij snel daarna ook in de hogere graden gewerkt. Ten tijde van de oprichting van de Grootloge – de voorloper van het huidige Grootoosten der Nederlanden – in 1756 bezat een meerderheid van de Nederlandse vrijmetselaars een hogere graad dan de meestergraad. Deze hogere graden werden binnen de bestaande loges verstrekt volgens de Franse Ritus. De betreffende graden werden Schotse graden genoemd, een verwijzing naar de oorsprong van de ritus.
De Grootloge was in eerste instantie erg terughoudend met het erkennen van de Schotse graden, omdat zij zelf erkenning nastreefde vanuit de Engelse grootloge, welke hier zeer tegen gekant was. In 1757 werd daarom bepaald dat loges die ook 'Schots werkten' daartoe afzonderlijke Schotse loges moesten vormen, die buiten de verantwoordelijkheid van de Grootloge vielen. De Schotse loges hadden echter veelal dezelfde naam en dezelfde officieren als de bijbehorende moederloge.
Er waren aanzienlijke verschillen qua werkwijze tussen de verschillende Schotse loges onderling. In 1776 werd getracht hier verandering in te brengen, en werd een 'Groote Schotsche Loge' geformeerd. Carel baron van Boetzelaer, reeds Grootmeester Nationaal van de symbolieke graden, werd ook tot Grootmeester Nationaal van de Groote Schotsche Loge benoemd. De invloed van deze Groote Schotsche Loge nam na de oprichting echter snel af, en op de laatste bijeenkomst in 1786 waren nog slechts drie Schotse loges vertegenwoordigd.

### De negentiende eeuw

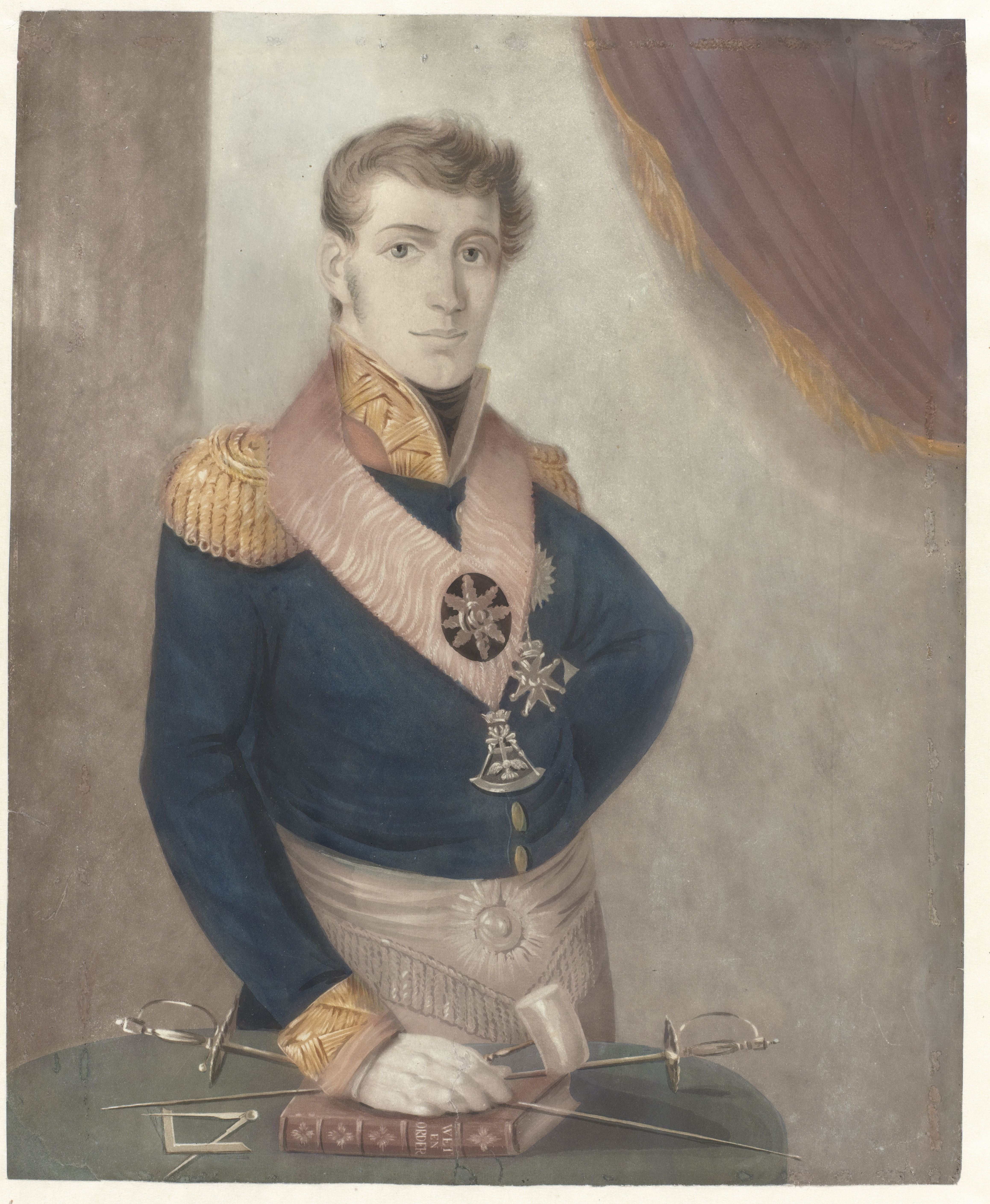
Prins Frederik der Nederlanden als Grootmeester. 1817 (Anoniem, collectie Rijksmuseum)

De overgang van de achttiende naar de negentiende eeuw ging in de Nederlanden gepaard met grote veranderingen. De Republiek der Zeven Verenigde Nederlanden werd ingelijfd door Frankrijk onder leiding van Napoleon Bonaparte en getransformeerd in een vazalstaat. Gedurende deze zogenaamde Franse Tijd (1794-1814) werd een nieuwe poging gedaan om tot meer eenheid te komen tussen de Schotse loges. Deze werden nu kapittels genoemd, en op initiatief van het Rotterdamse kapittel 'De Eendragt' werd een commissie opgericht om te onderzoeken wat de mogelijkheden voor onderlinge samenwerking waren.
De werkzaamheden van deze commissie leidden er toe dat op 7 juni 1802 Mr. Isaac van Teylingen, Grootmeester Nationaal van de symbolieke graden, ook benoemd werd tot 'Grootmeester Nationaal van de Oppergraden'. Op 15 oktober 1803 vond vervolgens de oprichtingsvergadering van het 'Hoofdkapittel der Oppergraden' plaats. De oprichtingsakte hiervan werd daarbij door een vijftiental kapittels onderschreven, de zogeheten 'kapittels fondateur'. Dit verenigde de Nederlandse kapittels onder één bestuur.
Na de Franse Tijd ontstond het Verenigd Koninkrijk der Nederlanden, met de Noordelijke en Zuidelijke Nederlanden verenigd onder koning Willem I, de zoon van stadhouder Willem V. Op de bijeenkomst van de Orde van Vrijmetselaren onder het Grootoosten der Nederlanden van 2 juni 1816 werd besloten om de positie van Grootmeester Nationaal van de symbolieke graden aan te bieden aan prins Frederik, de tweede zoon van koning Willem I. De volgende dag gebeurde hetzelfde op de bijeenkomst van het Hoofdkapittel der Oppergraden. De prins accepteerde, en op 13 oktober 1816 werd hij geïnstalleerd als Grootmeester Nationaal van de symbolieke graden, voor zowel de Noordelijke als de Zuidelijke Nederlanden. Op 15 december 1817 werd hij eveneens als Grootmeester Nationaal van de Oppergraden geïnstalleerd.
De prins ontwikkelde echter al snel – mede onder invloed van zijn omgeving – de mening dat de Oppergraden een verwerpelijke toevoeging aan de vrijmetselarij vormden, maar dat anderzijds de meestergraad onvoldoende ontwikkeld was. Ook meende de prins dat integratie van de vrijmetselarij in de Zuidelijke en de Noordelijke Nederlanden alleen kon slagen als men zich uitsluitend richtte op de symbolieke graden. Hij riep de leden van de Oppergraden daarom op om over te stappen naar een door hem in 1819 geïnitieerde obediëntie, de 'Afdelingen van de Meestergraad'. Op 22 mei 1820 legde hij zijn functie als Grootmeester Nationaal van de Oppergraden neer en een dag later vond de eerste algemene vergadering van de Afdelingen van de Meestergraad plaats.
Door de Belgische revolutie in 1830 raakte het punt over de integratie van de vrijmetselarij in de Noordelijke en Zuidelijke Nederlanden achterhaald. Mede naar aanleiding hiervan stelde de prins zijn mening bij en in 1835 werd uiteindelijk een convenant gesloten waarbij prins Frederik Grootmeester Nationaal werd van zowel de symbolieke graden, de Oppergraden als de Afdelingen van de Meestergraad. Hierbij werd voor alle drie de obediënties een Gedeputeerd Grootmeester benoemd. Dit zou zo blijven tot zijn dood in 1881, waarna elk van de obediënties weer zelfstandig een Grootmeester Nationaal benoemde.

### De twintigste eeuw

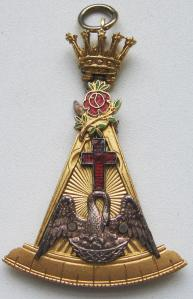
Juweel van de 18e graad – Ridder van het Rozenkruis – in de Aloude en Aangenomen Schotse Ritus

Vanaf de eeuwwisseling sprak men over de Hoge Graden in plaats van de Oppergraden en kwam de Aloude en Aangenomen Schotse Ritus steeds meer in zwang in de Nederlandse vrijmetselarij. De Schotse ritus was in 1817 in Brussel geïntroduceerd en had zich na de afscheiding van België in 1830 daar verder ontwikkeld. In deze ritus – die 33 graden kent – is de 18e graad die van ‘Ridder van het Rozenkruis'. De Nederlandse graad van Soeverein Prins van het Rozenkruis werd in België beschouwd als equivalent van de Schotse 18e graad en de vraag kwam steeds meer naar voren hoe hier in Nederland mee om te gaan.
Op 21 december 1912 werd de Opperraad van de Aloude en Aangenomen Schotse Ritus in Nederland opgericht, en op 7 juni 1913 werd een convenant gesloten tussen deze Opperraad en het Hoofdkapittel der Hoge Graden. Dit convenant behelsde dat men elkaars soevereiniteit erkende, en dat de Opperraad voortaan alleen zou werken in de graden boven de 18e graad, en daartoe alleen leden aan zou nemen die binnen de Orde der Hoge Graden waren ingewijd in de graad van Prins van het Rozenkruis. Deze laatste graad werd derhalve gelijkgesteld aan de 18e graad in de Schotse Ritus.
In 1989 werd dit convenant beëindigd en gingen beide obediënties in eerste instantie onafhankelijk van elkaar verder. Op 16 april 1997 werd een nieuw convenant ondertekend waarin werd afgesproken dat leden van de Orde der Hoge Graden minimaal een jaar na inwijding zich konden aanmelden bij de Schotse Ritus om daar te worden ingewijd in de 22e graad. In 2008 werd uiteindelijk besloten toch weer volledig onafhankelijk van elkaar verder te gaan.
Tijdens de Tweede Wereldoorlog moesten de Orde en haar kapittels de werkzaamheden staken, daar de Duitse bezetter alle activiteiten rondom vrijmetselarij verbood. Een dieptepunt was dat Grootmeester Nationaal Hermannus van Tongeren, tevens Grootmeester Nationaal van de symbolieke graden, gevangen werd genomen en op 29 maart 1941 overleed in het concentratiekamp Sachsenhausen. Na de bevrijding kwam op 23 maart 1946 het Hoofdkapittel voor het eerst weer bijeen en werd gestart met de wederopbouw van de Orde.
In Nederlands-Indië werd al vanaf de tweede helft van de negentiende eeuw in de Hoge Graden gewerkt. Na het onafhankelijk worden van Indonesië in 1949 werd de arbeid nog wel enige tijd voortgezet, maar in de loop van de jaren vijftig werden de lichten van de nog bestaande kapittels overal gedoofd en in 1962 werd de Vrijmetselarij in Indonesië geheel verboden. Daarnaast vielen tot 1989 ook een aantal kapittels in Zuid-Afrika onder de jurisdictie van de Orde. Omdat de band hiermee steeds losser werd, werd dat jaar door het Hoofdkapittel ingestemd met de overstap van de resterende 28 Zuid-Afrikaanse kapittels naar de 'Supreme Council' van de Schotse Ritus in Zuid-Afrika.

## Grootmeesters

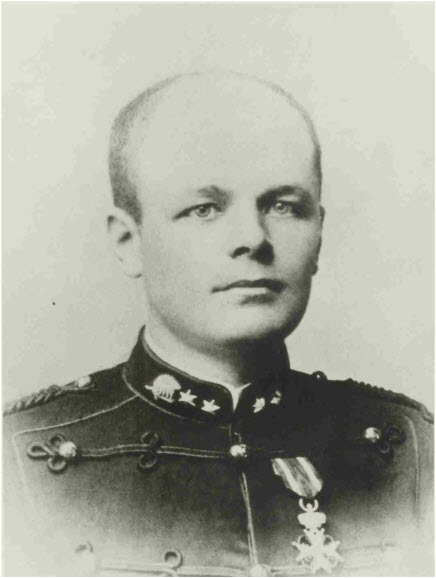
Hermannus van Tongeren, Grootmeester Nationaal 1935-1941

In onderstaande lijst een overzicht van de Grootmeesters van de Orde der Hoge Graden vanaf 1803 tot de jaren tachtig van de twintigste eeuw.
| Periode   | Naam                                     |
| --------- | ---------------------------------------- |
| 1803-1804 | Mr. Isaac van Teylingen                  |
| 1804-1815 | Mr. Cornelis Gerrit Bijleveld            |
| 1815-1816 | Mattheus Willem Reepmaker                |
| 1816-1823 | Prins Frederik der Nederlanden           |
| 1823-1833 | Mr. Joachim Nuhout van der Veen          |
| 1835-1845 | Hendrik Merkus Baron de Kock             |
| 1845-1854 | Julius Constantijn Rijk                  |
| 1854-1882 | Jhr. Elisa Cornelis Unico van Doorn      |
| 1882-1886 | Jan Jacobus Frederik Noordziek           |
| 1887-1889 | Mr. Johannes Barend van Ossenbruggen     |
| 1889-1894 | Janus Dionysius Oortman Gerlings         |
| 1894-1920 | Simon Marius Hugo van Gijn               |
| 1920-1932 | Philip Gerhard Hendrik Dop               |
| 1932-1935 | Gerardus David Adriaan Schreuder         |
| 1935-1941 | Hermannus van Tongeren                   |
| 1941-1946 | vacant                                   |
| 1946-1947 | Ir. Wouter Cool                          |
| 1947-1955 | Jan Hendrik van Dorp                     |
| 1955-1962 | Marinus ten Cate                         |
| 1962-1969 | Dr. Petrus Johannes van Loo              |
| 1969-1977 | Prof. dr. Gerrit John Meine van der Kerk |
| 1977-1978 | Dr. Theodoor Boesman                     |
| 1978-1980 | Prof. ir. Cornelis Rodenburg             |

1. 1 2 3 4 5 6 7  Tevens Grootmeester van het Grootoosten der Nederlanden
2. 1 2 3 4  Tevens voorzitter van de Kamer van Administratie van de Afdeling van de Meestergraad
3. 1 2 3 4  Tevens Souverein Grootcommandeur van de Opperraad van de Aloude en Aangenomen Schotse Ritus

## Trivia

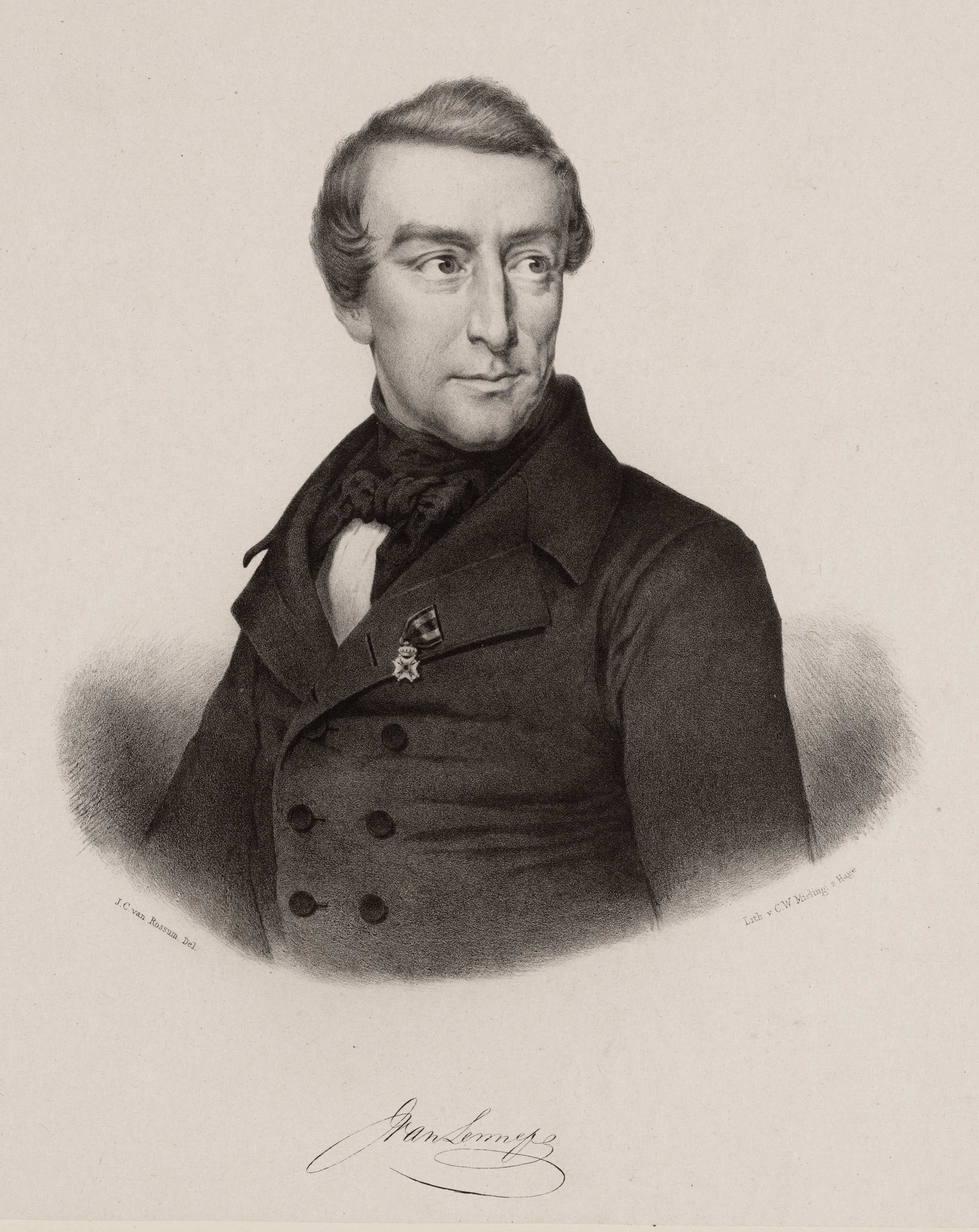
Jacob van Lennep. Krijttekening J.C. van Rossum, 1848. Collectie Vrijmetselarijmuseum

- Jacob van Lennep. Krijttekening J.C. van Rossum, 1848. Collectie VrijmetselarijmuseumOndanks de overeenkomst in naam is er geen relatie tussen de graad van Soeverein Prins van het Rozenkruis en de Rozenkruisers. Deze laatste, een spirituele stroming die stamt uit de zeventiende eeuw, heeft wel enige interactie met de vrijmetselarij, bijvoorbeeld via de Societas Rosicruciana in Anglia, maar staat verder geheel op zich zelf. Er is geen bewijs voor een gemeenschappelijke oorsprong.
- Begin negentiende eeuw werden in de Zuidelijke Nederlanden de symbolieke graden en de hogere graden van de Franse ritus veelal in dezelfde loge verleend, analoog aan de eerdere situatie in de Noordelijke Nederlanden. Doordat de ritualen in het noorden en het zuiden van elkaar verschilden werd prins Frederik in 1817 eerst in Brussel en daarna nogmaals in Amsterdam ingewijd als Souverein Prins van het Rozenkruis, alvorens als Grootmeester Nationaal van de Oppergraden te worden geïnstalleerd. De Franse ritus is nog steeds in gebruik in diverse Franse en Belgische obediënties.
- De initiële afkeer van prins Frederik van de Oppergraden kwam voort uit het – toentertijd – christelijke karakter ervan, omdat dit het karakter van de vrijmetselarij als vrijplaats voor alle geloven zou aantasten. Hij werd verder geïnspireerd door het Charter van Keulen, wat in 1816 door een anonieme gever aan hem was geschonken. Deze oorkonde zou bewijzen dat de vrijmetselarij in de zestiende eeuw al bloeide in Europa. Het bevatte daarbij de oproep dat vrijmetselaars de zuiverheid van hun doelstellingen moesten bewaken en zich niet tot buitenissigheden – zoals de Oppergraden – laten verleiden. Achteraf is het document geclassificeerd als een vervalsing, vermoedelijk afkomstig uit de omgeving van de prins.
- De schrijver, dichter, taalkundige en politicus Jacob van Lennep (1802-1868) was een actief vrijmetselaar en onder meer voorzittend meester van de Amsterdamse Loge Willem Fredrik en voorzitter van het kapittel met dezelfde naam. In 1842 werd hij lid van het Opperbestuur van het Hoofdkapittel der Oppergraden. In 1843 ondernam hij samen met een bevriende vrijmetselaar een avontuurlijke reis naar Schotland op zoek naar de oorsprong van de vrijmetselarij, en richtte bij terugkeer onder meer een kapittel van de Royal Arch en een Provincial Grand Lodge van de Royal Order of Scotland op. Deze moesten dienen als meer seculier tegenwicht voor de christelijke georiënteerde Oppergraden. In 1853 waren deze organisaties echter weer verdwenen, vermoedelijk heeft de dat jaar uitgevoerde herziening van het rituaal van de Oppergraden hier een rol in gespeeld.
- Het convenant van 1913 tussen het Hoofdkapittel der Hoge Graden en de Opperraad van de Schotse Ritus staat ook wel bekend als het 'pettenconvenant'. De Grootmeester Nationaal van de Hoge Graden, Simon Marius Hugo van der Gijn en de Grootkanselier Mr. Willem Adriaan baron van Ittersum, vervulden de vergelijkbare functies binnen de Opperraad van de Schotse Ritus. Zij tekenden dus het convenant eerst namens het Hoofdkapittel, ‘zetten hun andere pet op’ en tekenden daarna namens de Opperraad.

## Appendix
Vrijmetselarij · Beginselen · Geschiedenis · Symbolen · Vrijmetselaarsloge · Ordegrondwet · Obediëntie · Regulariteit en irregulariteit · Ritus · Graden · Grootmeester · Gemengde vrijmetselarij · Para-vrijmetselarij · Antivrijmetselarij · Vrijmetselarij in Nederland · Vrijmetselarij in België